# 穆昆丹·C·梅农
穆昆丹·C·梅农（英語：Mukundan Chembakasseriyil Menon；1948年11月21日—2005年12月12日），是印度人权活动家。他帮助在喀拉拉邦建立了包括全国人权组织联合会在内的多个印度非政府人权组织。

## 奖项
穆昆丹·C·梅农奖由全国人权组织联合会在2006年设立。该年度奖项颁发给积极参与捍卫人民权利的人权捍卫者、艺术家、作家和环保活动家。